# Rodney Barton
Rodney Barton (* 13. Januar 1963) ist ein US-amerikanischer Badmintonspieler.

## Karriere
Rodney Barton gewann 1983 und 1984 den nationalen US-amerikanischen Titel im Herreneinzel. Bei der Badminton-Weltmeisterschaft 1985 schied er jedoch bei seinen beiden Starts im Einzel und im Doppel schon in Runde eins aus.

## Sportliche Erfolge
| Saison | Veranstaltung              | Disziplin    | Platz | Name          |
| ------ | -------------------------- | ------------ | ----- | ------------- |
| 1983   | USA: Einzelmeisterschaften | Herreneinzel | 1     | Rodney Barton |
| 1984   | USA: Einzelmeisterschaften | Herreneinzel | 1     | Rodney Barton |